# Eriolaena kwangsiensis
Eriolaena kwangsiensis là một loài thực vật có hoa trong họ Cẩm quỳ. Loài này được Hand.-Mazz. mô tả khoa học đầu tiên năm 1933.